# Basquiat (pel·lícula)
Basquiat és una [pel·lícula biogràfica dramàtica estatunidenca del 1996 dirigida, escrita i co-composta per Julian Schnabel en el seu debut com a director. La pel·lícula es basa en la vida de l'artista postmodernista/neoexpressionista estatunidenca Jean-Michel Basquiat. És la primera pel·lícula sobre un pintor estatunidenc escrita i dirigida per un altre artista.
Jeffrey Wright retrata Basquiat, un artista nascut a Brooklyn que va utilitzar les seves arrels de graffiti com a base per crear pintures d'estil collage sobre tela. David Bowie interpreta l'amic i mentor de Basquiat, l'artista pop Andy Warhol. Altres membres del repartiment són Gary Oldman com un personatge basat en Schnabel, Michael Wincott com el poeta i crític d'art Rene Ricard, Dennis Hopper com Bruno Bischofberger, Parker Posey com al galerista Mary Boone, i Claire Forlani, Christopher Walken, Willem Dafoe, Courtney Love, Tatum O'Neal, i Benicio del Toro en papers secundaris com a "personatges compostos".

## Argument
La pel·lícula és un relat lleugerament ficcional de la vida de Basquiat. Un artista en dificultats que viu en una capsa de cartró a Tompkins Square Park va remuntant les pistes del món de l'art de Nova York als anys vuitanta, en part gràcies a la seva associació amb Andy Warhol, el marxant d'art Bruno Bischofberger, el poeta i crític René Ricard, i el seu company també artista Albert Milo.
Paral·lelament al desenvolupament de la seva carrera artística, la pel·lícula segueix la tumultuosa relació de Basquiat amb la Gina, una companya aspirant a artista que coneix mentre treballa com a cambrera al sopar que freqüenta amb el seu amic Benny. El seu romanç es veu afectat per la aventura de Basquiat amb "Big Pink", una dona que recull al carrer, i la seva addicció a l'heroïna. Finalment, Basquiat es va trobar aïllat per la seva fama, la mort de Warhol i el seu consum de drogues. La pel·lícula acaba amb un intertítol que afirma que Basquiat va morir d'una sobredosi d'heroïna el 12 d'agost de 1988, als 27 anys.

## Repartiment
- Jeffrey Wright com a Jean-Michel Basquiat
- David Bowie com a Andy Warhol
- Benicio del Toro com a Benny Dalmau
- Dennis Hopper com a Bruno Bischofberger
- Gary Oldman com Albert Milo
- Michael Wincott com a René Ricard
- Claire Forlani com a Gina Cardinale
- Parker Posey com a Mary Boone
- Courtney Love com a Big Pink
- Elina Löwensohn com a Annina Nosei
- Paul Bartel com a Henry Geldzahler
- Tatum O'Neal com Cynthia Kruger
- Christopher Walken com a L'entrevistador
- Willem Dafoe com a electricista
- Michael Badalucco com a Counterman At Deli
- Sam Rockwell com a Thug
- Linda Larkin com a Fan
- Joseph Glasco com a vilatà medieval

## Producció

### Guió
Julian Schnabel havia donat capital llavor a una altra pel·lícula que s'estava desenvolupant sobre Jean-Michel Basquiat, però quan va llegir un primer guió que creia tergiversava Andy Warhol, va decidir fer la pel·lícula ell mateix. Schnabel va dir: ''A la pel·lícula, volia fer un rèquiem per a Jean i Andy... Van ser molt atacats. L'Andy es preocupava per Jean-Michel. Era realment humà. No era un vampir. La seva mort va trencar el cor de Jean-Michel."
La pel·lícula té un guió de Schnabel, que havia conegut Basquiat el 1979 i junts van fundar un grup experimental, industrial/electrònic anomenat Gray.—i una història de Lech Majewski.

### L'art de Schnabel al cinema
Com a director, Schnabel es va inserir a la pel·lícula com el personatge de ficció Albert Milo (Gary Oldman), basat en ell mateix. Schnabel també va afegir aparicions de cameo de la seva mare, pare i filla (com a família de Milo). Schnabel va aparèixer com a figurant fent de cambrer.
Basquiat va ser el primer llargmetratge comercial sobre un pintor fet per un pintor. Schnabel ha dit:
| « | "Sé el que és ser atacat com a artista. Sé el que és ser jutjat com a artista. Sé el que és triomfar com a artista i tenir fama i notorietat. Sé el que és ser acusat de coses que mai vas dir ni fer. Sé el que és ser descrit com una peça nova. Sé el que és ser apreciat i degradat." | » |

Basquiat va morir el 1988 d’intoxicació per barreja de drogues (havia estat combinant cocaïna i heroïna, coneguda com "speedball"). La propietat de Basquiat va denegar el permís perquè la seva obra s'utilitzés a la pel·lícula. Schnabel i el seu ajudant d'estudi Greg Bogin van crear quadres "a l'estil de" Basquiat per a la pel·lícula.

### Càsting
Després de l'estrena de la pel·lícula, Jeffrey Wright va dir que "Crec que la meva actuació era apropiada, literalment, i la manera com em van editar era apropiada de la mateixa manera que la seva història [de Basquiat] s'ha apropiat i que era apropiar quan era viu. […] Julian el va fer veure massa dòcil i massa víctima i massa passiu i no tan perillós com era realment. Es tracta de contenir Basquiat. Es tracta d'engrandir-se a través de la memòria de Basquiat."
Comparant el Warhol de Bowie amb les representacions anteriors, Paul Morrissey (que va dirigir moltes pel·lícules de Warhol) va dir: "Bowie va ser el millor amb diferència. Surts de Basquiat pensant que Andy era còmic i divertit, no un pretensiós i falsa peça de merda, que és com el mostren els altres". També va assenyalar que "Bowie almenys coneixia a Andy. Van anar a les mateixes festes". Bowie va poder agafar en préstec la perruca, les ulleres i la jaqueta de Warhol al Warhol Museum de Pittsburgh per a la pel·lícula. L'escriptor Bob Colacello, que va editar la revista Interview de Warhol als anys 70 i principis dels 80, va dir que "[Crispin] Glover caminava més com [l’autèntic] Andy, [Jared] Harris parlava més com Andy, i Bowie s'assemblava més a Andy. Quan vaig veure Bowie per primera vegada al plató, era com si Andy hagués ressuscitat."
El 2018, el músic i actor Lenny Kravitz va dir en una entrevista a V Magazine, que Schnabel li havia demanat que assumís el paper de Basquiat. Kravitz va dir: "Miro enrere i estic com, vaja, probablement hauria d'haver-ho fet".
Joseph Glasco, un amic de Schnabel, va tenir un petit paper d'actuació a la pel·lícula i va oferir una mica de veu en off. Va morir el 31 de maig de 1996 abans que la pel·lícula s'estrenés a l'agost. Schnabel va dedicar la pel·lícula a Glasco en el crèdit final de la pel·lícula.

## Estrena

### Taquilla
Basquiat es va estrenar als cinemes el 9 d'agost de 1996 a 6 sales, guanyant 83.863 dòlars en el seu primer cap de setmana. La pel·lícula finalment va recaptar 3.011.195 dòlars a nivell nacional.

### Recepció crítica
La pel·lícula va rebre ressenyes positives de la crítica. Al lloc web de l'agregador de ressenyes Rotten Tomatoes, la pel·lícula té una puntuació del 67% basada en 30 ressenyes, amb una valoració mitjana de 6,9/10. Metacritic informa d'una puntuació de 65 sobre 100 basada en 20 crítiques, que indica "crítiques generalment favorables".
Roger Ebert del Chicago Sun-Times va premiar la pel·lícula amb tres estrelles i mitja de les quatre possibles, afirmant que en el retrat del Basquiat de Schnabel "és una presència tranquil·la, gairebé sense paraules, un jove home que poques vegades diu el que està pensant i sovint opta deliberadament per perdre el punt d'una conversa. És somiador, dolç i pensatiu. Hi ha dolors i ira profunds". Janet Maslin de The New York Times va anomenar la pel·lícula "atrevida, crida l'atenció i més que una mica fàcil, una pel·lícula d'aspecte elegant sense el teixit connectiu per donar-li una profunditat real."
David Bonetti del San Francisco Chronicle va donar a la pel·lícula una mala crítica a causa de la seva percepció de la inexperiència del director, afirmant: "Schnabel no pot decidir si vol explicar un ascens i caiguda tradicional i un conte de moralitat o fer una pel·lícula d'art. El seu intent d'explicar la història de Basquiat s'enfonsa directament sota la seva pròpia banalitat". De la mateixa manera, el Los Angeles Examiner va dir que "Basquiat no sembla interessat en res que no avança l'agenda personal del seu director." La ressenya deia que "Tot i que com a escriptor i director, el treball de Schnabel no és el fiasco total de les pel·lícules de debut dels companys artistes David Salle (Search and Destroy) i Robert Longo (Johnny Mnemonic), és fascinant veure quin compendi de tòpics de pel·lícules de genis problemàtics ha resultat." Igual que moltes de les crítiques negatives, la ressenya va escollir elogiar l'actuació de Jeffrey Wright com a Jean-Michel Basquiat, dient que "l'única inspiració genuïna de Basquiat va ser el repartiment de Jeffrey Wright, que va guanyar un Tony pel seu treball a Àngels a Amèrica a l'escenari de Nova York, com a artista. Un actor el talent del qual és visible fins i tot en aquest paper estàndard, l'habilitat de Wright crea més interès pel destí de Basquiat del que hi hauria d'una altra manera."
Les crítiques a la premsa d'art es van centrar més en la relació de Schnabel com a director amb la seva representació de Schnabel com a artista a la pel·lícula, i en els canvis en els fets de la vida de Basquiat introduïts per Schnabel per fer una pel·lícula més accessible. A Art in America, el crític d'art Brooks Adams va escriure:
| « | Basquiat es pot veure com un autoretrat enorme i a l'aguait de l'artista-Schnabel, no Basquiat. La pel·lícula està tan carregada de les innombrables coincidències dels entusiasmes de Basquiat i Schnabel (entre d'altres, pel pijama i el surf) que la pel·lícula s'hauria d'anomenar més adequadament My Basquiat... Fins a un grau notable, la pel·lícula aconsegueix, a força de la seva vessant d'autor, popularitzar el mite de Basquiat com un artista negre jove, magnífic, condemnat, però en última instància transcendent, tot i que amplia i torna a inflar el mite de Schnabel com a pintor blanc masculí proteic, picassoïde... No obstant això, malgrat tots els temors sobre la mateixa idea que Schnabel faci una pel·lícula així, Basquiat resulta ser una pel·lícula sorprenentment bona... També és una obra d'art. | » |

## Música
Les cançons següents estan per ordre d'aparició a la pel·lícula.
- "Fairytale of New York" – The Pogues
- "Public Image" – Public Image Ltd.
- "Girlfriend" – The Modern Lovers
- "Suicide Mode" – Nicholas Marion Taylor
- "Suicide Hotline Mode" – Nicholas Marion Taylor
- "I'm Not in Love" – Toadies
- "Lust for Life" – Iggy Pop
- "The Nearness of You" – Keith Richards
- "Waiting on a Friend" – The Rolling Stones
- "Pixote Theme" – Electro Band
- "It's All Over Now, Baby Blue" – Them
- "You Can't Be Funky (If You Haven't Got Soul)" – Bush Tetras
- "Flamenco Sketches" – Miles Davis
- "Ko-Ko" – Charlie Parker
- "White Lines" – Melle Mel (com as GrandMaster Flash Melle Mel)
- "Beast of Burden" – The Rolling Stones
- "Rise" – Tripping Daisy
- "Is That All There Is?" – Peggy Lee
- "Paris Je T'aime (Paris, Stay the Same)" – David McDermott
- "April in Paris" – Charlie Parker
- "Who Are You This Time" – Tom Waits
- "India" – The Psychedelic Furs
- "D'amor sull'ali rosee" (Il trovatore, Act 4 Sc. 1) – Renata Tebaldi
- "Tom Traubert's Blues (Four Sheets to the Wind in Copenhagen)" – Tom Waits
- "A Small Plot of Land" – David Bowie
- Symphony No. 3, Opus 36 (Symphony of Sorrowful Songs) – Henryk Górecki (London Sinfonietta)
- "Summer in Siam" – The Pogues
- "She Is Dancing" – Brian Kelly
- "Hallelujah" – John Cale
- "This Is the Last Song I'll Ever Sing" – Gavin Friday